# حزب العمل الصومالي
حزب العمل الصومالي (بالصومالية: Xisbiga Shaqaalaha Somaliyeed)‏ هو حزب سياسي صومالي. تأسس في 7 أكتوبر 2011 في تورنتو، كندا. في 11 أغسطس 2018، تم تسجيله مؤقتًا في مقديشو. يقع المقر الرئيسي للحزب في منطقة حمر وين.
يعمل حزب العمل الصومالي بشكل غير رسمي منذ إنشائه وتم الإعلان عن أنشطته رسميًا بعد إصدار شهادة التسجيل المؤقت.